# Tuningen
Tuningen település Németországban, azon belül Baden-Württembergben. Lakosainak száma 3317 fő (2023. december 31.). Tuningen Villingen-Schwenningen, Trossingen, Durchhausen, Bad Dürrheim és Talheim községekkel határos.

## Népesség
A település népessége az elmúlt években az alábbi módon változott:
| Lakosok száma | 2251 | 2939 | 2931 | 3068 | 3255 | 3317 |
|               | 1975 | 2017 | 2019 | 2021 | 2022 | 2023 |